# C! True Hollywood Stories
C! True Hollywood Stories è il terzo album del rapper statunitense Canibus, pubblicato nel 2001. Nel 2005 è ripubblicato da Babygrande Records e Mic Club.

## Descrizione
| Recensione      | Giudizio |
| --------------- | -------- |
| AllMusic        | [ 1 ]    |
| RapReviews      | [ 2 ]    |
| HipHopDX        | [ 3 ]    |
| Stylus Magazine | F        |

Lo scarso risultato di vendite del disco precedente, 2000 B.C. (Before Can-I-Bus), convince la Universal a separarsi consensualmente dall'artista, che resta senza etichetta e inizia a promuovere i propri singoli sul sito internet canibus.com. Per il suo terzo sforzo, C! True Hollywood Stories (titolo che richiama lo show televisivo E! True Hollywood Story), trova una nuova label, l'indipendente Archives Music.
Il disco si sviluppa come un concept album in cui Canibus si presenta come Stan, il fan di Eminem che il rapper di Detroit ha descritto nell'omonima canzone dell'album The Marshall Mathers LP e che Canibus avrebbe salvato dal fiume e portato in ospedale. Gli autori musicali criticano negativamente questa interessante seppur fallimentare idea del rapper, ritrovatosi a dover «imitare un uomo bianco che stava cercando di imitare un uomo bianco disturbato». Anche la produzione non è risparmiata dalle critiche, specialmente i samples dei videogiochi, giudicati fastidiosi.
Brett Berliner di Stylus Magazine si mette nei panni di Eminem stesso per la recensione, stroncando l'album (F).

## Tracce
1. Introduction – 1:30 – K. Karlsson
2. Stan Lives! – 1:26 – Stan
3. U Didn't Care – 4:29 – Nir Even
4. The Rip Off – 4:23 – Chips, Slice O Life
5. C True Hollywood Stories – 4:03 – Nir Even
6. A Different Vibe in L.A. – 3:50 – Archives
7. I Gotta Story 2 Tell – 2:24 – Eben
8. Stan 'n Can – 1:57 – Stanibus
9. Hate U 2 (featuring Pakman) – 3:32 – Krystal Clear, Fokis
10. Stop Smokin' – 3:11 – Chips, Slice O Life
11. Lemmie Hear Sumthin' Else (featuring Pakman) – 3:50 – Nir Even
12. Hott Tonight – 4:37 – Alywad, All City
13. Gotta Get That Doe! (featuring Pakman) – 4:07 – Alywad, All City
14. R U Lyrically Fit? (featuring Luminati) – 3:16 – Nir Even
15. Ya Teef Iz Yellow – 1:29 – Pakman, RTJ
16. Luv U 2 – 4:00 – Fokis
17. Box Cutta' Blade Runna – 2:36 – Eben
18. Draft Me! (featuring C-4) – 4:32 – Louis Lombard
19. One of My Favorites – 1:41 – Archives Publishing
20. C.T.H.S. (Outro) – 1:54 – Diverse, All City
21. Bonus Track – 1:20 – Archives Music

## Classifiche settimanali
| Classifica (2001)     | Posizione massima |
| --------------------- | ----------------- |
| US Independent Albums | 46                |